# 13. maj
13. maj je 133. dan leta (134. v prestopnih letih) v gregorijanskem koledarju. Ostaja še 232 dni.

## Dogodki
- 609 – posvečen rimski Panteon
- 1497 – papež Aleksander VI. izobči Savonarolo
- 1710 – pruski kralj Friderik I. ustanovi bolnišnico Charité
- 1779 – s podpisom teschenskega sporazuma Avstrija dobi innško okrožje
- 1809 – Napoleon vkoraka na Dunaj
- 1810 – v Gradcu ustanovljeno Slovensko društvo
- 1830 – Ekvador postane neodvisna država
- 1846 – zaradi spora o meji ZDA napovejo vojno Mehiki
- 1848 – prvič izvedena Finska himna - Maamme
- 1880 – Thomas Alva Edison v Menlo Parku (New Jersey, ZDA) prvič preizkusi električno železnico
- 1888 – Brazilija odpravi suženjstvo
- 1915 – Nemčija omeji podmorniško vojno
- 1917 – v portugalski Fátimi se trem otrokom prikaže Marija
- 1918 – upor slovenskih vojakov v Judenburgu
- 1940:
  - nizozemska kraljica Wilhelmine pride v London
  - Wehrmacht prebije zavezniško obrambo pri Sedanu in Dinantu
- 1943 – kapitulacija zadnjih vojaških enot sil osi v Afriki
- 1944 – ustanovljen Oddelek za zaščito naroda - OZNA
- 1945 – nemške enote na Češkoslovaškem položijo orožje
- 1950 – prva dirka v zgodovini Formule 1 za Veliko nagrado Velike Britanije, zmagovalec Nino Farina z Alfo Romeo
- 1979 – Andrej Štremfelj in Nejc Zaplotnik kot prva Slovenca priplezata na Mount Everest
- 1981 – Mehmet Ali Ağca poskuša izvesti atentat na papeža Janeza Pavla II.
- 2022 – V Sloveniji konstituiran 9. sklic Državnega zbora Republike Slovenije[1]

## Rojstva
- 1179 – Teobald III. Šampanjski, grof Šampanje in prvi vodja četrtega križarskega pohoda, († 1201)
- 1254 – Marija Brabantska, francoska kraljica († 1321)
- 1655 – Papež Inocenc XIII., papež italijanskega rodu († 1782)
- 1699 – Marquês de Pombal, portugalski predsednik vlade († 1782)
- 1717 – Marija Terezija, avstrijska cesarica († 1780)
- 1792 – Papež Pij IX., papež italijanskega rodu († 1878)
- 1840 – Alphonse Daudet, francoski pisatelj († 1897)
- 1842 – sir Arthur Seymour Sullivan, britanski skladatelj († 1900)
- 1856 – Peter Henry Emerson, angleški fotograf († 1936)
- 1857 – Ronald Ross, angleški zdravnik, nobelovec 1902 († 1932)
- 1882 – Georges Braque, francoski slikar, kipar († 1963)
- 1907 – Daphne du Maurier, angleška pisateljica († 1989)
- 1914 – Joseph Louis »The Brown Bomber« Barrow, ameriški boksar († 1981)
- 1937 – Roger Zelazny, ameriški pisatelj († 1995)
- 1950 – Stevie Wonder, ameriški pevec, glasbenik
- 1954 – Johnny Logan, irski pevec in komponist
- 1961 – Dennis Rodman, ameriški košarkar
- 1968 – Scott Morrison, avstralski politik
- 1977 – Nana Milčinski, slovenska dramaturginja, gledališka in televizijska režiserka in pevka
- 1979 – Princ Karl Filip, vojvoda Värmlandski
- 1988 – Luka Lenič, slovenski šahist
- 1991 – Anders Fannemel, norveški smučarski skakalec
- 1993 – Stefan Kraft, avstrijski smučarski skakalec

## Smrti
- 189 – Ling, dvanajsti cesar iz kitajske dinastije Han (* 156)
- 1176 – Matija I., vojvoda Zgornje Lorene (* 1119)
- 1312 – Teobald II., vojvoda Zgornje Lorene (* 1263)
- 1375 – Štefan II. Wittelsbaški, bavarski vojvoda (* 1319)
- 1704 – Louis Bourdaloue, francoski jezuitski pridigar (* 1632)
- 1826 – Christian Kramp, francoski matematik (* 1760)
- 1832 – Georges Cuvier, francoski naravoslovec (* 1769)
- 1884 – Cyrus Hall McCormick, ameriški izumitelj (* 1809)
- 1904 – Jean-Gabriel de Tarde, francoski sociolog, kriminolog (* 1843)
- 1907 – Josip Stare, slovenski pripovednik, zgodovinar (* 1842)
- 1930 – Fridtjof Nansen, norveški polarni raziskovalec, zoolog, diplomat, nobelovec 1922 (* 1861)
- 1939 – Stanisław Leśniewski, poljski logik in filozof (* 1886)
- 1961 – Gary Cooper, ameriški filmski igralec (* 1901)
- 1987 – Vitomil Zupan, slovenski pisatelj (* 1914)
- 1988 – Chesney Henry »Chet« Baker, ameriški jazzovski glasbenik (* 1929)
- 1988 – Sergej Georgijevič Gorškov, sovjetski admiral (* 1910)